# Tàu ngầm lớp D (Vương quốc Anh)
Tàu ngầm lớp D là lớp tàu ngầm đầu tiên của lực lượng Hải quân Hoàng gia Anh có thể hoạt động vượt ngoài vùng nước ven biển. Cũng như đây là loại tàu ngầm đầu tiên của Anh được trang bị hệ thống liên lạc không dây. Có tất cả mười chiếc trong lớp này đã được đóng và hạ thủy từ năm 1907 đến năm 1910.
Các tàu ngầm này được sử dụng để tuần tra tra bảo vệ các đoàn tàu và đánh chìm các tàu chiến của Đức trong chiến tranh thế giới thứ nhất tại vùng Biển Bắc và đến cuối cuộc chiến thì các tàu này được chuyển sang sử dụng để huấn luyện.

## Thông số kỹ thuật
Loại tàu ngầm tuần tra này được phát triển từ tàu ngầm lớp C. Các tàu này chạy bằng động cơ diesel khi nổi để tranh các vấn đề xảy ra với động cơ xăng vốn đã xảy ra với các tàu ngầm lớp A. Những chiếc tàu này được thiết kế để có thể hoạt động trong phạm vi 2500 hải lý với tốc độ 10 knot khi nổi và cải thiện điều kiện sống cho một lượng thủy thủ đoàn lớn.
Tàu ngầm lớp D sử dụng hai trục chân vịt để tăng độ linh hoạt cũng như có buồng đối trọng để giữ thăng bằng cho tàu. Đây cũng là loại tàu ngầm đầu tiên có gắng súng phía trước tháp điều khiển cũng như là loại tàu ngầm đầu tiên của Anh có hệ thống liên lạc radio.